# تابوبيا شاحبة
تابوبيا شاحبة (الاسم العلمي:Tabebuia pallida) هي نوع من النباتات تتبع جنس التابوبيا من الفصيلة البنيونية.